# Internationale Händel-Akademie
Die Internationale Händel-Akademie in Karlsruhe ist eine der Institutionen, die sich der Pflege des Werks des Barockkomponisten Georg Friedrich Händel und seiner Zeit verpflichtet fühlen.
Seit 1986 werden parallel zu den Internationalen Händel-Festspielen Karlsruhe des Badischen Staatstheaters Karlsruhe Meisterkurse in historischer Aufführungspraxis und ein wissenschaftliches Symposium angeboten.
Immer wieder gaben Dozenten und Kurse der Akademie wichtige Impulse für die Aufführungspraxis der Festspiele. So hat beispielsweise die Regisseurin Sigrid T’Hooft  vor ihren Regiearbeiten in historischer Aufführungspraxis im Rahmen der Erfolge mit Lotario und vor allem mit Radamisto Gestik-Kurse im Rahmen der Internationalen Händel-Akademie gegeben. Viele Mitglieder der Deutschen Händel-Solisten geben oder gaben Kurse.
2016 wirkten erstmals Teilnehmer der Akademie als Praktikanten im Orchester bei den Händel-Festspielen Karlsruhe mit.
Die künstlerische Leitung hat Thomas Seedorf, von 2014 bis 2018 gemeinsam mit Michael Fichtenholz.